# Katie Tannenbaum
Katie Tannenbaum (* 13. Mai 1985 in Kalifornien) ist eine US-amerikanische Skeletonpilotin, die für die Amerikanischen Jungferninseln antritt.

## Werdegang
Katie Tannenbaum wurde in Kalifornien geboren, wo sie als Tochter zweier Professoren aufwuchs und an der University of California in Santa Barbara zunächst Mathematik und Sportmanagement studierte. Zudem absolvierte sie einen Masterabschluss in Umweltwissenschaften und lehrt Mathematik an der University of the Virgin Islands. Ihr Interesse für den Skeletonsport wurde durch die Olympischen Spiele 2002 geweckt, aufgrund der Entfernung zu einem Eiskanal verfolgte sie das Ziel, Skeletonpilotin zu werden, jedoch zunächst nicht weiter. Nach ihrem Studienabschluss 2007 zog sie auf die Amerikanischen Jungferninseln und arbeitete dort unter anderem für ehemalige Bobsportler. Ein Besuch bei den Skeletonwettbewerben der Olympischen Spiele 2010 in Whistler war ausschlaggebend dafür, dass sie mit dem Skeleton begann.
Ihr internationales Debüt im Skeleton gab Katie Tannenbaum im März 2011 im Skeleton-America’s-Cup mit einem zwölften Rang in Lake Placid, in der Folgesaison wiederholte sie dieses Ergebnis in vier Rennen und nahm erstmals auch am höherklassigen Intercontinentalcup teil. Sie startete bei der Skeleton-Weltmeisterschaft 2012, stürzte dort jedoch. Auch in den folgenden drei Wintern nahm sie an Wettkämpfen in diesen beiden Rennserien teil. Sie erreichte dabei im mittlerweile umbenannten Nordamerikacup mehrere Top-10-Plätze Ende 2013 und Ende 2014; im Intercontinentalcup waren ihre besten Resultate zwei zwölfte Plätze im Januar 2015 in Calgary. Bei der Weltmeisterschaft 2015 in Winterberg belegte sie unter 29 Teilnehmerinnen den 25. Platz.
In den Winter 2015/16 startete Katie Tannenbaum mit Platzierungen zwischen Rang 9 und 11 im Nordamerikacup und Intercontinentalcup, ehe sie im Dezember in Königssee ihr Debüt im Weltcup gab, wo sie Letzte der 22 Athletinnen wurde.